# Depresión (geografía)
En la geomorfología, una depresión es una zona del relieve terrestre situada en una altura inferior que las regiones circundantes. Las depresiones pueden ser de tamaño y origen muy variados, desde cubetas de algunos metros de diámetro hasta grandes estructuras de escala continental.
Este último caso lo constituyen a menudo las llamadas hondonadas, en las que la permeabilidad de la roca y el clima han permitido la formación de lagos permanentes, como la depresión del Tarim en China, o la Gran Cuenca en la zona oeste de los Estados Unidos. También en México existen depresiones que están cubiertas de agua, como es el caso del lago de Chapala, el lago de Pátzcuaro, la Laguna Salada o bien la Depresión del Balsas. Además, en Perú existe la Depresión de Sechura, situada en Piura, a 60 km al sur de la ciudad de Sechura, y a 40 km del puerto de Bayóvar. Es ocasionalmente llenada con las aguas desbordadas de los ríos Motupe y La Leche durante el fenómeno de «El Niño», formando la Laguna de La Niña. El Mar Muerto constituye parte de la depresión más profunda del mundo con 416m debajo del nivel del mar.